# La Prensa de Santiago
La Prensa de Santiago fue un periódico chileno que circuló entre 1970 y 1974. Perteneciente a un grupo de políticos del Partido Demócrata Cristiano (PDC), fue el vocero de dicha agrupación especialmente durante la Unidad Popular (UP) y los primeros meses de la dictadura militar del general Augusto Pinochet.

## Historia
En octubre de 1970, luego del cierre de El Diario Ilustrado, la Sociedad Periodística del Sur (Sopesur), controlada en aquel entonces por empresarios vinculados al Partido Demócrata Cristiano (PDC), decidió utilizar sus maquinarias para lanzar un nuevo periódico en la capital chilena. La primera edición de La Prensa de Santiago circuló el 28 de octubre de 1970, cinco días después del cierre de El Diario Ilustrado. Su primer director fue Patricio Silva Echenique.
El periódico no apareció durante unos días tras el golpe de Estado del 11 de septiembre de 1973, retomando sus publicaciones el 19 del mismo mes; en aquella época su editor interino era Diozel Pérez. El periódico circuló por última vez el 21 de febrero de 1974, citando razones políticas y dificultades económicas tras el golpe de Estado.